# 李志偉 (導演)
李志偉（英語：Tomas Lee），是香港新晉導演和編劇，亦是資深副導演。

## 生平
李志偉在中學時參與電影學會，以DVD器材拍攝電影。2005年畢業於香港演藝學院導演系，畢業作品《那年曇花開過》曾在香港亞洲電影節及IFVA參展，並在第4屆大中華大學生影視獎頒獎典禮獲得評委會特別獎。自2007年起投身電影行業，經過十多年擔任副導演的經驗後 ，在2024年上映的《得寵先生》首次擔任長片導演，他和認識多年、同為新晉導演的何英毅共同擔任該片導演和編劇，並在第43屆香港電影金像獎獲新晉導演提名。

## 影視作品

### 電影[4]
- 《得寵先生》（2024），擔任導演及編劇。
- 《說笑之人》（2023），擔任副導演及演員。[6]
- 《金手指》（2023），擔任第一副導演。
- 《扎職2》（2023），擔任第一副導演。
- 《心裏美》（2022），擔任第一副導演。
- 《狂舞派3》（2021），擔任第一副導演。

- 《翠絲》（2018），擔任第一副導演。
- 《逆流大叔》（2018），擔任副導演。
- 《S風暴》（2016），擔任第一副導演。
- 《幸運是我》（2016），擔任第一副導演及參與演出。
- 《綁架丁丁當》（2016），擔任第一副導演。
- 《哪一天我們會飛》（2015），擔任第一副導演。
- 《點對點》（2014），擔任第一副導演。
- 《黑色喜劇》（2014），擔任第一副導演。
- 《聖誕玫瑰》（2013），擔任第一副導演。
- 《過界》（2013），擔任第一副導演。
- 《大追捕》（2012），擔任第一副導演。
- 《浮城》（2012），擔任第二副導演。
- 《極速天使》（2011），擔任副導演。
- 《蘇乞兒》（2010），擔任第二副導演。
- 《愛得起》（2009），擔任第二副導演。
- 《無野之城》（2008），擔任副導演。
- 《馬己仙峽道》（2007），擔任第二副導演。

### 其他作品
- 《那年曇花開過》（2005），微電影（25分鐘），擔任導演及編劇。[7]
- 《謝謝》（2007），微電影（18分鐘），擔任導演及編劇。[8]

## 獎項及提名
| 年份 | 颁獎典禮             | 獎項     | 姓名                        | 結果 | 參考  |
| ---- | -------------------- | -------- | --------------------------- | ---- | ----- |
| 2025 | 第43屆香港電影金像獎 | 新晉導演 | 李志偉、何英毅 《得寵先生》 | 提名 | [ 9 ] |